# Nick LaRocca

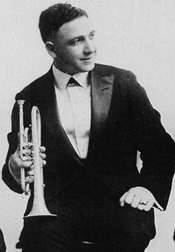
Nick LaRocca

Dominic James „Nick“ LaRocca (* 11. April 1889 in New Orleans; † 22. Februar 1961 ebenda) war ein US-amerikanischer Kornettist, Bandleader und Jazzpionier. Er gehörte einigen der Bands an, in denen der Jazz in New Orleans entwickelt wurde und die schließlich um 1916 die damals neue Musikform nach Chicago und New York brachten. Gemeinsam mit Musikern dieser Bands gründete er die The Original Dixieland Jass Band.
Glaubt man seinen eigenen Worten, gehörte er mit dieser Band zu den „Creators of Jazz“, war der „Christoph Columbus der Music“ und die „Person, über die am meisten gelogen wurde seit Jesus Christus“.

## Leben und Wirken
LaRocca war Sohn eines sizilianischen Schuhmachers, der die musikalische Neigungen seines Sohnes zu unterdrücken versuchte. Erst als sein Vater starb und LaRocca als Bühnenarbeiter und Elektriker seinen eigenen Unterhalt zu verdienen begann, war er frei, Musik zu machen. Er lernte nie Noten lesen.

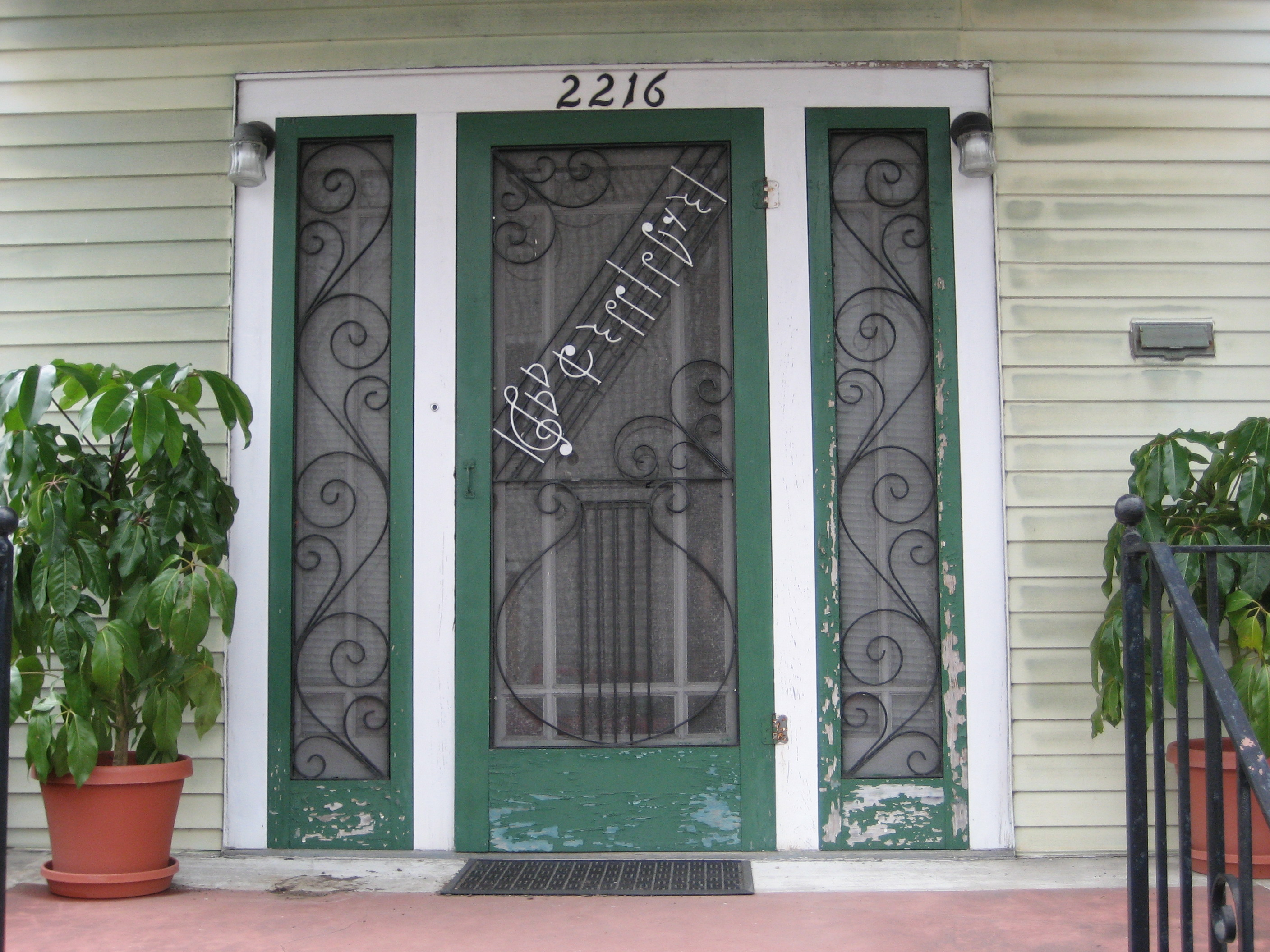
Die Anfangsnoten von „Tiger Rag“ an LaRoccas Haus in New Orleans

LaRocca machte Erfahrungen in zahlreichen Bands wie denen von Papa Jack Laine oder denen der Brüder Brunies. Schließlich schloss er sich 1916 der in New Orleans gegründeten Johnny Stein’s Dixie Jass Band an. Die Gruppe spielte 1916 für einige Zeit im New Schiller Café in Chicago. Nach Auflösung der Formation gründete LaRocca mit Alcide Nunez und Eddie Edwards in Chicago die Original Dixieland Jass Band. Im Januar des Jahres 1917 spielte diese Band auch in New York City, wo sie bereits im Februar desselben Jahres die erste jemals veröffentlichte Jazz-Schallplattenaufnahme einspielte, mit den Titeln Livery Stable Blues und Dixieland Jass Band One-Step. Die Band unternahm eine Tournee nach Großbritannien und existierte bis 1925, später wurde sie gelegentlich reaktiviert. Weitere Aufnahmen stammen aus dem Jahr 1936.
Die Bedeutung von LaRocca für die Entwicklung des frühen Jazz ergibt sich auch daraus, dass Louis Armstrong 1936 in seiner ersten Biographie „Swing That Music“ schrieb:
Vier Jahre, bevor ich Trompete spielen lernte, wurde das erste erwähnenswerte Jazzorchester in New Orleans von einem Kornettspieler namens Dominick James LaRocca gebildet...
Die von vielen Jazz-Experten als originäre Jazzband angesehene Creole Jazzband von King Oliver wurde erst 1922 gegründet. Sowohl Louis Armstrong als auch Lil Hardin Armstrong berichteten, dass die Platten von „Original Dixieland Jass Band“ zum Nachspielen angeregt hätten. Aufnahmen von King Oliver aus 1923 (z. B. Canal St. Blues) zeigen deutliche Ähnlichkeiten mit der bereits 1921 aufgenommenen Version von Nick LaRocca.
LaRocca gilt auch als Komponist oder Mitkomponist einiger früher Jazzstandards wie z. B. Tiger Rag und Fidgety Feet. 
Er war ab der zweiten Hälfte der zwanziger Jahre nach seiner Zeit als Jazzmusiker als Bauunternehmer in New Orleans tätig. Der Trompeter Jimmy LaRocca ist sein Sohn.